# Proglotă

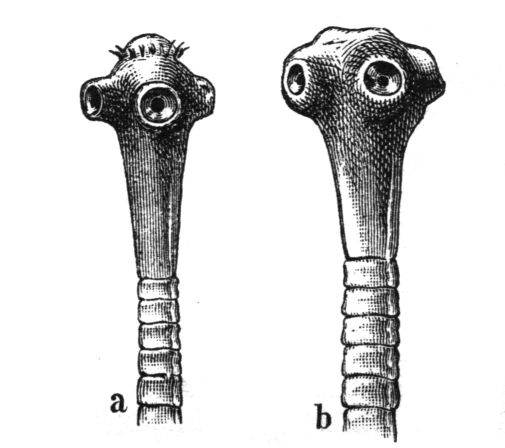
Scolexul, gâtul și proglotele la Taenia solium

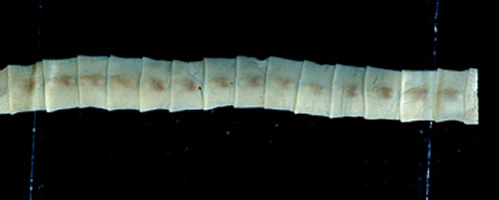
Proglotele la Diphyllobothrium latum

Proglota sau proglotul (din greaca pro = înainte, în fața + glottis = glotă, limbă - datorită formei) reprezintă fiecare din "segmentele" corpului (strobilul) la diferite cestode. Proglotele sunt dispuse cap la cap, în ordine liniară sub formă de panglică. Fiecare proglotă conține atât aparatul genital mascul, cât și pe cel femel.  După fecundație, fiecare proglotă devine un adevărat "sac cu ouă".
Numărul proglotelor este foarte variabil de la specie la specie, între 3 și 4500.  La Taenia solium, numărul proglotelor poate ajunge până la aproximativ 900, iar la Taenia saginata, care este, de obicei, mai lungă, numărul lor poate trece de 1200. Dimpotrivă, la Taenia echinococcus, corpul este format din 3-4 proglote. Unele specii inferioare de cestode sunt constituite dintr-o singură bucată, deci nu au proglote.
Proglotele se formează în urma scolexului, în regiunea "gâtului", care funcționează ca o zonă de creștere continuă; procesul de formare a proglotelor se numește strobilație. Pe măsură ce se dezvoltă, proglotele se maturează și apoi se rup la extremitatea posterioară a strobilului. Astfel, strobilul se regenerează mereu, păstrându-și dimensiunea specifică.
Pe baza constituției corpului, cu sau fără proglote, clasa cestodelor se împarte în două subclase:
- Subclasa Cestodari (Cestodaria) care cuprinde specii cu corpul simplu, neîmpărțit în proglote.
- Subclasa Eucestode (Eucestoda) cuprinde specii cu corpul constituit din proglote.

## Morfologia externă

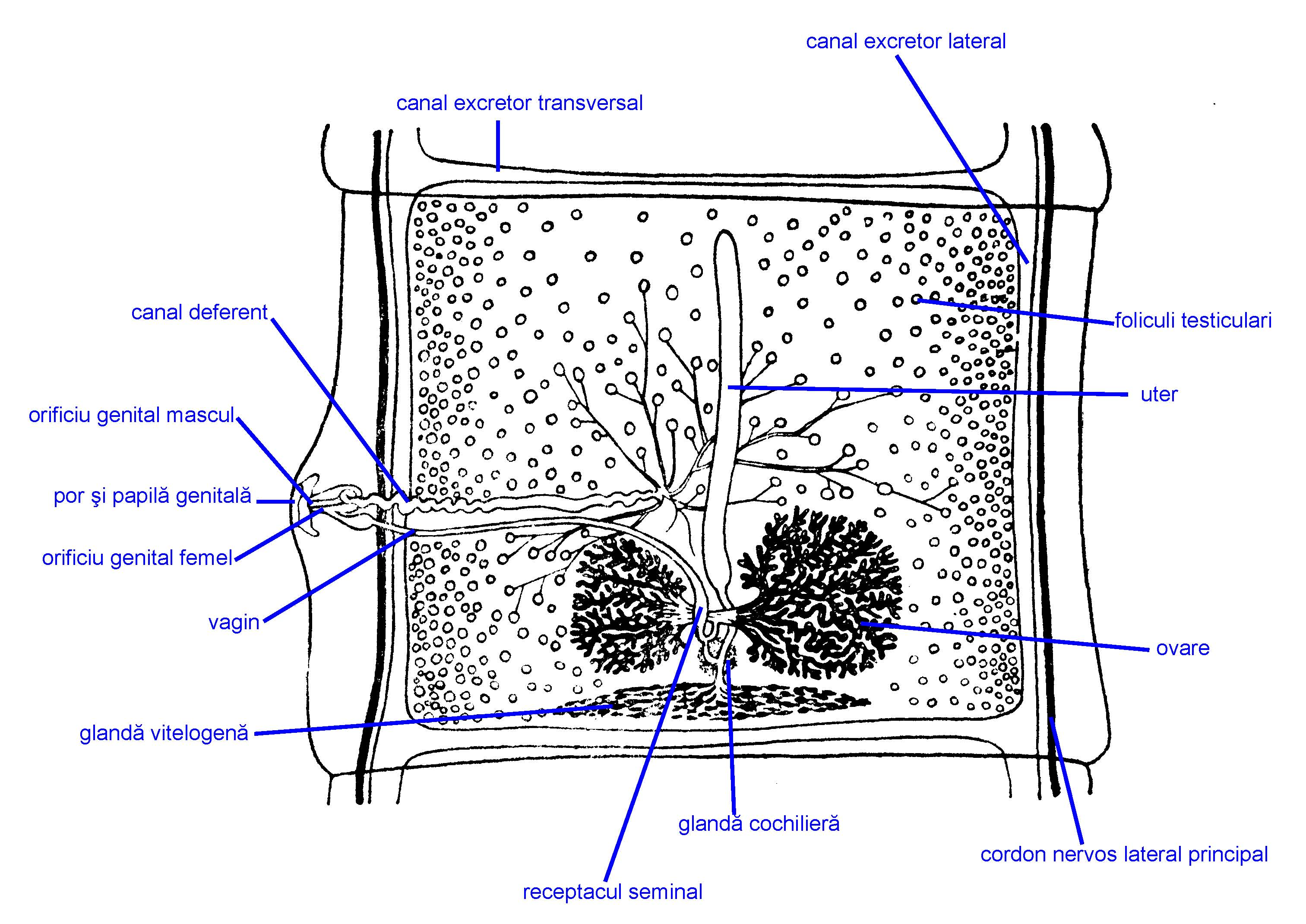
Taenia solium. O proglotă matură

La Taenia solium proglotele sunt foarte scurte, mult mai scurte decât late în spatele gâtului. Mai departe, proglotele cresc în lățime, dar mai mult în lungime. Astfel, pe o anumită porțiune, ele ajung să fie pătrate, iar apoi lungimea depășește lățimea. Proglotele cele mai dezvoltate au lungimea cam de 15 mm, iar lățimea de 7—10 mm.
Singurele particularități morfologice externe ale proglotelor este prezența unei papile genitale, situată pe una din marginile laterale, puțin mai în urmă jumătății lungimii sale. Papile genitale alternează de la un proglot la altul, adică una se găsește pe o parte, următoarea pe cealaltă parte, însă nu regulat. Pe ele se găsesc orificiile genitale, mascul și femel. Aceste papile apar numai o dată cu formarea organelor genitale. Papile genitale nu există pe proglotele prea tinere și nu se pot vedea bine decât pe proglotele mature.

## Organizația internă
În interiorul proglotelor se află fibre musculare, cordoane nervoase, vase colectoare longitudinale ale sistemului excretor și organele de reproducere mascul și femel.
Proglotele sunt străbătute de numeroase fascicule de fibre musculare dorso-ventrale de la o față la alta. Datorită acestei musculaturi, la multe specii, ca de exemplu la Taenia saginata, proglotele mature, rupte de strobil, se pot mișca singure și pot ieși chiar prin orificiul anal, târându-se pe corpul gazdei și în așternut, până se usucă.
Pe marginile laterale a proglotei se află cordoane nervoase laterale principale. La marginea posterioară a fiecărui proglot, o anastomoză nervoasă transversală, circulară, leagă toate cele zece cordoane nervoase între ele.
Sistemul excretor este format din numeroase organe terminale, ale căror capilare se adună în două perechi de vase colectoare longitudinale (canale excretoare laterale), situate la marginea proglotelor, o pereche spre fața ventrală și o pereche spre fața dorsală. Vasele ventrale sunt mai groase decât vasele dorsale. Ele se reunesc între ele, în fiecare proglot, prin câte un canal excretor transversal care trece prin marginea posterioară a proglotului, paralel cu anastomoza nervoasă. La extremitatea terminală a strobilului, vasele colectoare longitudinale se termină deschis pe ultimul proglot, în mod diferit, după specie. La Taenia solium, canalele excretoare converg într-o veziculă urinară. Când primul proglot se maturează, îmbătrânește și se rupe, vezicula urinară nu se mai reface și canalele rămân mereu deschise separat.
Organele de reproducere. Mergând de la gât spre extremitatea posterioară a panglicii, se constată că în proglotele foarte tinere nu există organe genitale. Ele însă apar la un moment dat și se constituie din ce în ce mai complet, până când ajung la maturitate. Mai departe are loc o regresie a părților generatoare și a conductelor, în proglotele bătrâne ne mai rămânând decât uterul, foarte dezvoltat și plin cu ouă.
Aparatul genital mascul. Testiculele sunt formate din foarte mulți, până la 1 000, foliculi testiculari mici, împrăștiați în tot parenchimul proglotului. De la fiecare folicul testicular pleacă canale eferente, care se unesc într-un singur canal deferent, foarte sinuos. Acesta din urmă se îndreaptă lateral, spre una din marginile proglotului, unde se deschide într-o înfundătură a papilei genitale, numită atriu genital. Partea terminală a canalului deferent se diferențiază într-un organ de împerechere musculos, exertil,  numit cir, situat în punga cirului.
Aparatul genital femel. Ovarul, format din doi lobi mari, este situat în regiunea posterioară a proglotului. El se continuă cu oviductul, care se deschide într-un ootip. Aici se deschide și conductul glandei vitelogene, care este unică și situată înspre marginea posterioară a proglotului, în urma ovarului. În ootip se mai deschid și numeroase glande cochiliere. Din ootip pleacă două canale: vaginul și uterul. Vaginul în apropiere de ootip, este dilatat formând un receptacul seminal, apoi se îndreaptă spre papila genitală în care se deschide printr-un orificiul genital femel, alături de cel mascul. Uterul pleacă în linie aproape dreaptă prin mijlocul proglotului, spre marginea anterioară a acestuia, unde se termină orb. El are o formă simplă, tubulară, numai în faza tânără. Mai târziu, după fecundare, formează câte 7—10 diverticule laterale, de fiecare parte, bogat ramificate. La tenie, ouăle fecundate rămân mai mult timp în cavitățile uterine, care se extind și se ramifică. Acolo se face dezvoltarea embrionară. Nu există un orificiu pentru eliminarea ouălor. După ce ouăle s-au dezvoltat, proglotele respective se detașează de strobil și sunt eliminate din intestin o dată cu fecalele. În mediul extern, ouăle sunt eliberate prin dezagregarea proglotelor.